# رادها
رادْها هي إلهة في الهندوسية. انها تجسيد للإلهة لكشمي.